# 技术的社会建构
技术的社会建构（英語：social construction of technology，SCOT），即技术社会建构论，是科学技术学领域中的一个理论，该理论的支持者（主要是社会建构主义支持者）认为，科技不决定人类活动，而是人类活动塑造科技；他们还认为，要理解一项技术的使用方式，就必须了解它是如何嵌入其社会背景的。和技术社会建构论相对的是技术决定论。
技术社会建构论借鉴了科学知识社会学的建构主义学派的研究成果，其细分主题包括行动者网络理论（科学知识社会学的一个分支）和社会技术系统的历史分析，例如历史学家托马斯·P·休斯的作品。它的经验方法基于相对主义经验纲领（Empirical Programme of Relativism，EPOR），它提供了一种分析方法框架，用以证明科学发现是如何被社会建构的（见“强纲领”）。技术社会建构论的重要支持者有维贝·比克和特雷弗·平奇。
技术社会建构论认为，要理解接受或拒绝一项技术的原因，就应该看看社会世界。根据该理论，将一种技术的成功解释为它是“最好”的还不足够——研究人员必须了解“最好”的标准为何，以及哪些团体和利益相关者参与了它的定义。他们尤其必须问谁定义了衡量成功技术的标准，为何这样定义技术标准，以及谁被包括在内或排除在外。平奇和比克认为，技术决定论是一个神话，它因人们回顾过去并相信迄今的发展道路是唯一可能的道路而产生。
技术社会建构论不仅是一种理论，也是一种方法论：它为技术成败的原因分析提供了可遵循的步骤和原则。

## 技术社会建构论与技术决定论
出于对技术决定论的批判，研究人员特雷弗和维贝开始研究技术的社会建设模型。模型认为，科学技术的进步是社会的一部分。例如，政府对企业合作的推动作用，通过确保适当创新环境（如，良好的教育体系，公共研究的品质，适当的税收和管控）来支持企业发展。同时，还必须考虑民众的需求和创新的方式。总之，SCOT模型力求展示参与技术创新的不同社会群体之间相互作用的复杂性。
根据技术决定论，技术创新是由个人独立开发的，技术在很大程度上决定了社会。与技术的社会建设模型的定义相反，技术决定论基于技术创新的线性模型，其中“线性”是指该理论相信科学对社会产生影响，进而产生技术。